# Radford (Worcestershire)
Radford – przysiółek w Anglii, w Worcestershire. W latach 1870–1872 osada liczyła 80 mieszkańców.